# Rhinecanthus lunula
Rhinecanthus lunula és un peix teleosti de la família dels balístids i de l'ordre dels tetraodontiformes.

## Morfologia
Pot arribar als 28 cm de llargària total.

## Distribució geogràfica
Es troba a les costes de l'oceà Pacífic (des de Queensland fins a Pitcairn).